# 中谷竜
中谷 竜（なかたに りゅう、1978年9月16日 - ）は、日本の俳優、声優。徳島県出身。明治大学卒業。演劇ユニットラブリーヨーヨーのメンバー。所属事務所はQueen-B。

## 出演

### テレビドラマ
- 結婚できない男 第9話（フジテレビ）
- 医龍-Team Medical Dragon- 第5・6話（フジテレビ）
- 演技者。「狂うがまま」（フジテレビ）
- Mの悲劇 (2005年のテレビドラマ)日曜劇場 第10話（TBS）
- モップガール 第6話（テレビ朝日）
- 帰ってきた時効警察 第3話（テレビ朝日）
- 藤子・F・不二雄のパラレル・スペース 「かわい子くん」（WOWOW）
- 土曜ワイド劇場 遺品の声を聴く男（テレビ朝日）
- 月曜ゴールデン ご近所探偵五月野さつき4 旅立ちの代償（TBS）
- Room Of King 第6話（フジテレビ）
- 探偵M（日本テレビ系列）
- 宇宙犬作戦 エピソード00（テレビ東京）
- 日本人の知らない日本語 （読売テレビ）
- ナサケの女 第5話（テレビ朝日）
- パーフェクト・リポート 第10話（フジテレビ）
- 臨死!!江古田ちゃん （日本テレビ）
- スクール!! 第6話（フジテレビ）
- TAROの塔 第4話（NHK）
- BOSS 2ndシーズン 第1話（フジテレビ）
- 犬を飼うということ〜スカイと我が家の180日〜 第4話（テレビ朝日）
- 四つ葉神社ウラ稼業 失恋保険〜告らせ屋〜 第8話（読売テレビ）
- シャキーン!（NHK教育）
- 僕とスターの99日 第9話（フジテレビ）
- ボーイズ・オン・ザ・ラン 第1.2話（テレビ朝日）
- 再会（フジテレビ）
- 金曜プレステージ 特別企画 悪女たちのメス episode2（フジテレビ）
- でたらめヒーロー 第6話（読売テレビ）
- 仮面ティーチャー（日本テレビ）- 久遠淳治 役
- リミット（2013年7月19日、テレビ東京）
- 相棒 season12 第1話「ビリーバー」（テレビ朝日、2013年10月16日） - 中津聡 役
- 乾杯戦士アフターV（東名阪ネット6・5いっしょ3ちゃんねる） - 居酒屋店長 役
- 松本清張ドラマスペシャル・死の発送（フジテレビ）
- イタズラなKiss2〜Love in TOKYO（フジテレビTWO） - 大蛇森医師 役
- 仮面ライダードライブ 第29話（テレビ朝日） - 丸谷慎吾 役

### 映画
- ガチ☆ボーイ
- ハリコマレ!
- イン・ザ・プール
- ハンサム★スーツ
- おにいちゃんのハナビ
- 行け!男子高校演劇部
- カイジ2 人生奪回ゲーム
- アフロ田中
- 鍵泥棒のメソッド
- ゴールデン・ギャラクティカ・ジャイアンツ
- 嘘のアフリカ
- 俺俺（2013年） - ヤソキチ 役
- ハイキック・エンジェルス（2014年、横山一洋監督） - 田中 役
- ヒロイン失格（2015年9月15日公開、英勉監督）

### 舞台
- ラブリーヨーヨー所属<1998年の旗揚げ以来ほぼ全ての公演に出演>
- 猫のホテル「しぶき」
- オッホプロデュース公演「否否否」
- ∈HH∋「キャラメルポップマキアート」
- くねくねし「尤もな犬」
- 明日図鑑「砂の王国」
- 雨の日の森の中
- 學蘭歌劇 「帝一の國」（2014年4月18日 - 5月6日、パルコ劇場） - オールラウンダーズ 役
- 正しいロックバンドの作り方 夏

### CM
- ジェームス
- アロンアルフア
- ベネッセ チャレンジ1年生
- 紳士服サカゼン おたすけ篇・店長篇
- アサヒビール
  - 『クリアアサヒ』
    - 「幻のヤミ鍋篇」「うたかたの春篇 結成!!!篇」「Friday night fever篇」「飲めない男と焼き鳥篇」「真夏のお風呂上がり篇」「民宿バーベキューの夏篇」「仕事仲間との…夏篇」「フライガール篇」「打ちアゲ篇」

### PV
- ラバーキャロッツ「想像もつかない僕らの日々」（2004年）
- ユンナ「マイ☆ラバ」（2005年）
- 清木場俊介「人間じゃろうが!」（2006年）

### ラジオドラマ
- NHKラジオ第一「劇ラヂ!ライブ」 - 宇宙人山田 役
- FMヨコハマ連続ラジオドラマ〜たもつん〜
- FMヨコハマ連続ラジオドラマ〜河童田と天狗寺〜

### テレビアニメ
- ラクエンロジック（2016年） - ケツァルコアトル 役

### 参加作品
| 発売日 | タイトル                                                         | 名義                                            | 楽曲                    | タイアップ                                         |
| 2016年 | 2016年                                                           | 2016年                                          | 2016年                  | 2016年                                             |
| ------ | ---------------------------------------------------------------- | ----------------------------------------------- | ----------------------- | -------------------------------------------------- |
| 6月8日 | TVアニメ「ラクエンロジック」キャラソンアルバム「SONGS & MELODY」 | 七星緑（愛美） feat. ケツァルコアトル（中谷竜） | 「行け! 空飛ぶDreamer」 | テレビアニメ『ラクエンロジック』キャラクターソング |